# Franjo Glavinić
Franjo Glavinić (Kanfanar, 23. lipnja 1585. – Trsat, 6. prosinca 1652.), istarski svećenik franjevac, književnik i historiograf, povjesnik Svetišta Gospe Trsatske. Bio je redovnik franjevac, provincije Bosne Hrvatske.(Reda S. Francisca Male Bratye Obßlusechih, Darʃaue Boʃne Heruaczke)

## Životopis
Rođen je u višečlanoj plemićkoj obitelji koja se u Kanfanaru u Istri doselila iz Bosne bježeći pred Turcima. Krsno ime mu je bilo Ivan. U svojim djelima navodi kako je sam u očinskoj kući naučio čitati i pisati. S 14 godina odlazi u samostan na Trsatu gdje ulazi u franjevački red. Godine 1600. oblači franjevački habit i prima redovničko ime Franjo. Daljnji tijek svog života opisuje sljedećim riječima:
"(...) niže školovanje (Humanita) u Ljubljani, studirao logiku u Cremoni, filozofiju u Piacenzi, teologiju u Bologni i nakon što sam postao lektor i generalni propovjednik godine 1610. vratio sam se u provinciju Bosnu Hrvatsku."
Nema sigurnih podataka da je Glavinić bio doktor teologije, jer da je imao tu titulu, vjerojatno bi je spomenuo kao što je učinio za službu lektora i propovjednika.
Po povratku sa studija 1610. na provincijalnom kapitulu na Trsatu izabran je za provincijala franjevačke provincije Bosne Hrvatske (1610. – 1613.). Na istu službu izabran je drugi put 1616. – 1619., također na Trsatu, a treći put 1619. – 1621. na kapitulu u Ljubljani. Službu trsatskog gvardijana i čuvara Svetišta Gospe Trsatske obnaša od (1632. – 1639., 1641. – 1648., 1651. – 1652.). Od 1622. do 1626. član je provincijalnog savjeta na Trsatu. Preuredio je 1644. godine crkvu svetišta Majke Božje na Trsatu kao starješina trsatskoga samostana. Planirao je tiskati glagoljske liturgijske knjiga, te je putovao često u Beč radi tiskare koju je želio dopremiti u Rijeku, obnašajući službu ilirskog propovjednika. Godine 1626. odlazi na generalni kapitul franjevačkog reda u Španjolskoj. Da mu je bilo veoma stalo do intelektualnog napredovanja subraće pokazuje i činjenica da je, vraćajući se iz Španjolske, ponio sa sobom mnoštvo knjiga za trsatsku biblioteku. Po povratku iz Španjolske Glavinić je boravio u samostanu Sv. Leonarda kod Samobora. U tišini i miru toga samostana pripremao je za tisak svoje knjige na hrvatskom jeziku, koji je izričito nazivao tim imenom (harvatsski yezik). Godine 1629. nalazio se vjerojatno na Trsatu jer veoma detaljno opisuje požar koji je 5. ožujka 1629. uništio samostan, biblioteku i arhiv. Najviše je žalio za bibliotekom i arhivom. U idućem periodu bio je najvjerojatnije običan redovnik na Trsatu. Od 1632. do 1639. ponovno obnaša dužnost gvardijana na Trsatu i čuvara svetišta Majke od Milosti. Od 1639. do 1641. vršio je službu gvardijana na Svetoj Gori kod Gorice. Vrativši se na Trsat, čitavo vrijeme do smrti bio je gvardijan i čuvar svetišta. Tu ga je zateklo imenovanje za senjskog biskupa koje je zbog osobne i redovničke skromnosti odbio.
Njegovo djelo Czvit szvetih to yeszt sivot szvetih, od kih Rimska Czrikva cini sspominak, prenesen i sslosen na harvatsski yezik catholicanskim obicayem po o. f. Franciscu Glavinichu Istrianinu ... v kih vnogi spassitelyni uzdarse sse nauki, svakomu duhovnomu i telessnomu sstrahom Bosyim sivuchemu kruto korisstni i potribni iz 1628., prvi je hagiografski i teološko-katehetički spis takve naravi u hrvatskoj književnosti. Usmjerio se na integriranje čakavskih, štokavskih i kajkavskih elemenata. Oslanjao se na klasični retoričko-figuralni repertorij i usmenu narodnu tradiciju pri stilskom oblikovanju.
Baština u kojoj je dokumentirao hrvatstvo Istre poslužila je hrvatskim svećenicima, prije svega Boži Milanoviću da na međunarodnoj konferenciji u Parizu 1946. godine izbore povratak Istre matici Hrvatskoj. Na ovoj se konferenciji rješavala sudbina Istre, a kao dokaz priložen je i dio iz djela Svjetlo vjerujuće duše, gdje je pri kraju uvoda Glavinić napisao da je svoju knjižicu napisao "da ugodi braći i vjernima, osobit hrvatskom jaziku i mojim Istrijanima." (Vidi M. Breyer: Iz stare hrvatske literature, Zagreb 1938., str. 4.)

## Djela
Najznačajnija Glavinićeva djela jesu:
- Manus Christi (Mleci, 1625.)
- Çetiri poszlidnya çlovika t. y. od szmarti, szuda, pakla i kralyesztua nebeszkoga. Szuakomu duhounomu, i telesznomu, sztrahom Bosym ziuvchemu, kruto potribna i koristna. (Mleci, 1628.)
- Czvit szvetih to yeszt sivot szvetih, od kih Rimska Czrikva cini sspominak, prenesen i sslosen na harvatsski yezik catholicanskim obicayem po o. f. Franciscu Glavinichu Istrianinu ... v kih vnogi spassitelyni uzdarse sse nauki, svakomu duhovnomu i telessnomu sstrahom Bosyim sivuchemu kruto korisstni i potribni (Mleci, 1628., 1657. i 1702.)
- Szvitloszt dvsse verne gdi seszt sztvari k'zvelichenyv çlouiçansskomu uzdersesse, prez kih nyedan k'Bogu ssverssenim nemoresse obratiti nacinom ni licze viditi nyegovo (Mleci, 1632.)
- Confessario cattolico (1642.)
- Historia Tersattana: raccolta dalle antiche, e moderne historie, annali, e traditioni (Udine, 1648.), pretisak: (Rijeka, 1989.)
- Origine della provincia Bosna Croatia: e come fu diuisa dalla Prouincia di Bosna Argentina, col numero de' Monasterij si antichi, come moderni ... (1648.)
- Librum de origine & divisione Provinciae Bossnae Croatiae sui Ordinis & de Conventibus
- Povijest Trsata ; Postanak Provincije Bosne Hrvatske, Svetište Majke Božje Trsatske – Naklada Kvarner, Rijeka – Novi Vinodolski, 2014.[8]

## Vanjske poveznice
- Glavinić, Franjo, Pejo Ćošković (1998.), hbl.lzmk.hr
- Krešimir Filić, Franjo Glavinić, hrvatski kulturni pregalac XVII. stoljeća // Bogoslovska smotra, sv. 43, br. 4, (1973.), str. 438-453., (Hrčak)
- Fra Franjo Glavinić (1585. - 1652.), bosnasrebrena.ba